# Montenegrini
I montenegrini (in montenegrino Crnogorci, Црногорци) sono un gruppo etnico e nazionale del Montenegro. Sono una popolazione slava meridionale originaria della penisola balcanica e presente in diversi Paesi dell'area, in particolare nella vicina Serbia. Esistono anche comunità montenegrine sparse per il mondo a seguito della diaspora, le quali vivono prevalentemente negli Stati Uniti, in Sudamerica e nell'Europa occidentale (in Germania, Francia, Lussemburgo e Italia).

## Popolazione
La maggioranza dei montenegrini al di fuori del Montenegro e dell'Europa, come detto, formano gruppi della diaspora (ad esempio) negli Stati Uniti, in Canada, in Australia e in Argentina. Si stima che circa 600.000 persone di origine montenegrina risiedano al di fuori del Montenegro. Nel 2023 152.649 montenegrini possedevano la cittadinanza montenegrina e risiedevano all'estero.
Durante il periodo jugoslavo, sebbene i montenegrini costituissero uno dei gruppi etnici più piccoli (2,5% nel 1971), erano il gruppo etnico più sovrarappresentato nella burocrazia jugoslava, nell'esercito e negli organi del partito comunista. Nell'esercito popolare jugoslavo, il 19% degli ufficiali generali e il 30% dei colonnelli erano montenegrini etnici. Tra le élite del partito, i montenegrini costituivano tra il 16% e il 21% degli alti funzionari e occupavano una simile percentuale nel corpo diplomatico dello stato. Durante questo periodo, i montenegrini etnici ricoprivano anche circa il 15% dei posti di lavoro statali in Jugoslavia.
Secondo un’analisi genetica eseguita nel 2020, i montenegrini si trovano tra i serbi e gli albanesi del Kosovo.

## Cultura

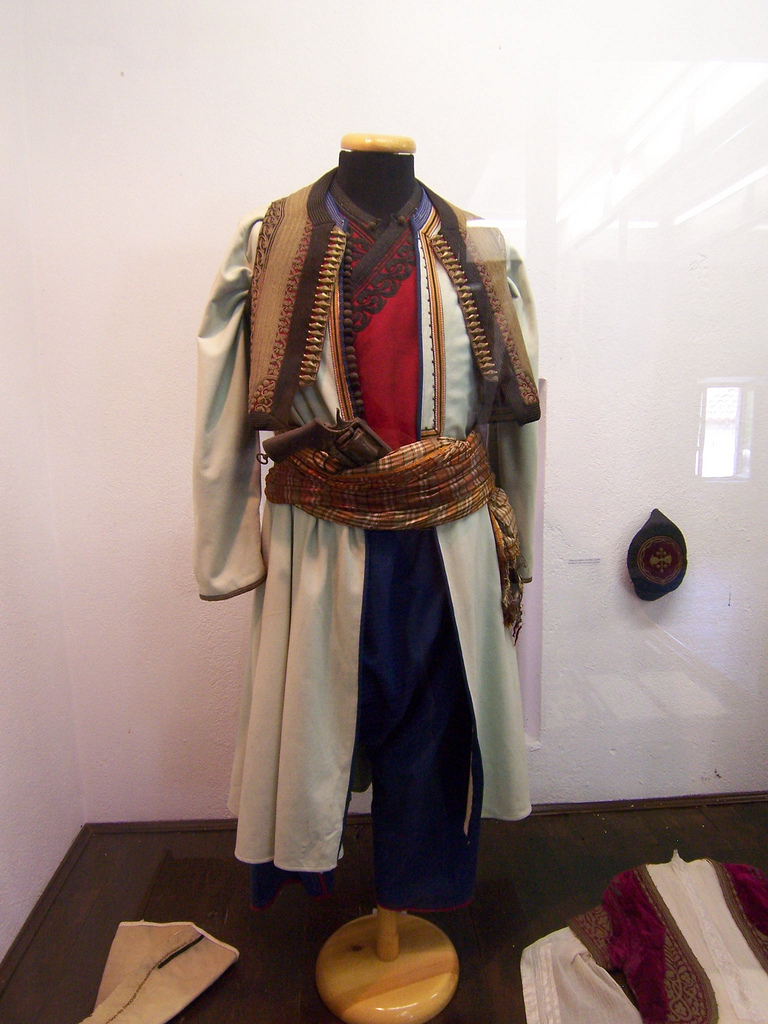
Costume popolare del Montenegro

### Lingua
I montenegrini utilizzano due varianti della macrolingua serbo-croata: il montenegrino e il serbo. Nel censimento effettuato dal 3 al 28 dicembre 2023, il 71,4% dei montenegrini etnici in Montenegro ha dichiarato di avere il montenegrino come propria lingua madre, il 22,9% il serbo e il 2,9% ha indicato il serbo-croato.

### Religione
La maggior parte dei montenegrini sono di fede ortodossa, con la maggioranza di loro che aderisce alla Chiesa ortodossa serba (45,11%) e la minoranza alla Chiesa ortodossa montenegrina (10,11%), la quale non è riconosciuta canonicamente dalla Chiesa ortodossa orientale. Il resto dei montenegrini professa altri credi: 4,6% Islam, 2,0% Cattolicesimo e 2,3% Ateismo.

### Simboli

Bandiera ufficiale del Montenegro

La bandiera montenegrina rappresenta alcuni simboli nazionali monarchici, quali l'aquila bicipite (di derivazione bizantina) e il leone passante, utilizzati prima del 1918. L'aquila su sfondo rosso ha sul petto lo scudo della dinastia Petrovič con un leone passante d'oro su sfondo azzurro nella parte superiore e la parte inferiore verde, con le due parti dello scudo separate da una fascia di colore oro. L'aquila tiene sopra le due teste la Corona della dinastia Petrovič-Nejgoš e tra gli artigli uno scettro e un globo.
La bandiera è stata adottata dal parlamento il 13 luglio 2004, insieme ad un nuovo stemma e ad un nuovo inno, ed è diventata il drappo ufficiale del Montenegro indipendente nel 2006.